# Kekurnji
Otok Kekurnji (rus. Остров Кекурный) je vrlo mali otok u Gertnerovom zaljevu, dijelu  Taujskog zaljeva, u Ohotskom moru, u Magadanskoj oblasti, Daleki istok Rusije.

## Geografija
To je kameni otočić visine 21 metara, nalazi se 700 metara od rta Krasni.
Administrativno je otok Kekurnji dio grada Magadana.